# コーナーバック

守備バックスのポジション

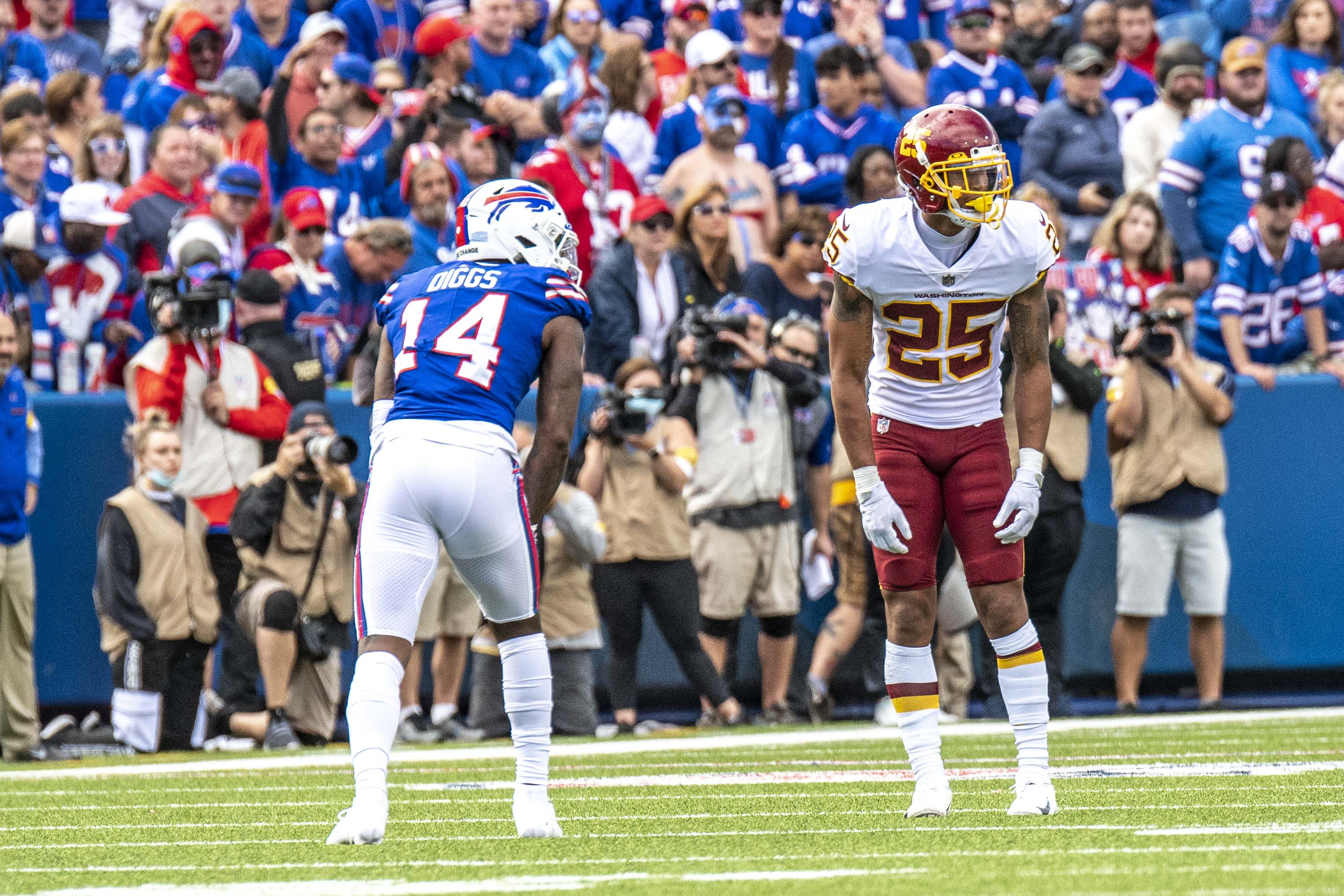
ワイドレシーバーと対峙するコーナーバック。写真右、白色ユニフォームがコーナーバック

コーナーバック (CB)は、アメリカンフットボール、カナディアンフットボールの守備のバックスのポジションであり、通常はワイドレシーバーの前、フィールドの両サイドにセットする。通常のフォーメーションでは2名だが、相手の攻撃フォーメーションに対応して、3人目（ニッケルバック）、4人目（ダイムバック）がセットする場合もある。
ワイドレシーバーへのパスを防ぐことを主な役割としているため、俊敏性や瞬時の判断力が求められるポジションである。

## 役割
上述の通り、基本的には相手オフェンスのワイドレシーバーと対峙し、パスプレーを阻止する役目を持つ。ディフェンスラインをすり抜けた相手ランニングバックのランプレーを止める場合もあるが、その際は基本的にラインバッカーが対応する。
ワイドレシーバーはハドルなどによる事前の取り決めにより予め決められたルートを走るが、コーナーバックはその動きを見てから対応する必要があるため、求められるスピード・俊敏性・反射神経はチーム随一と言って過言ではない。

## 背番号
NFLでは、ルールによりコーナーバックの背番号は20番から49番と規定されていたが、2021年に行われたルール変更により、1から49番を着用できるようになった。